# Sofia Mestari
Sofia Mestari (Casablanca, Marrocos, 27 de Setembro de 1980) é uma cantora francesa de origem marroquina. Com 10 anos, partiu com a família rumo a Paris.
Em 2000, representou a França com a canção "On aura le ciel", que terminou em 23.º lugar, entre 24 participantes.
Ela lançou um álbum homónimo no mesmo ano dois singles , "On aura le ciel" e "Derrière les voiles", e em 2003 lançou um novo álbum En plein coeur de la nuit e lnçou o single "Ne pars pas". "Ne pars pas" esteve  23 semanas no the French Singles Chart chart e subiu ao n.º27.
O seu terceiro álbum La vie en entier foi lançado em 16 de junho de 2008.
Os seus principais ídolos são Tracy Chapman, Sting e  Aretha Franklin.

## Discografia

### Álbuns
- "On Aura Le Ciel" (2000)
- "En plein cœur de la nuit" (2003)
- "La vie en entier" (2008)
- "À la croisée des chemins" (2011)